# Carlos Lampe
Carlos Emilio Lampe Porras (ur. 17 marca 1987 w Santa Cruz) – boliwijski piłkarz występujący na pozycji bramkarza w boliwijskim klubie Bolívar oraz w reprezentacji Boliwii. Posiada również obywatelstwo argentyńskie. Znalazł się w kadrze na Copa América 2016.